# Lomamyia squamosa
Lomamyia squamosa is een insect uit de familie van de Berothidae, die tot de orde netvleugeligen (Neuroptera) behoort. 
Lomamyia squamosa is voor het eerst wetenschappelijk beschreven door Carpenter in 1940.